# 神王
神王（みわおう）は、奈良時代から平安時代初期にかけての皇族。二品・志貴皇子の孫。榎井王の子。官位は従二位・右大臣、贈正二位。吉野大臣と号した。
桓武天皇の近親として右大臣に昇り、桓武朝後半の治世を支えた。

## 経歴
称徳朝の天平神護3年（767年）無位から従五位下に直叙される。
宝亀元年（770年）伯父にあたる光仁天皇が即位すると、二世王待遇となり従五位下から一挙に四階昇進して従四位下に昇叙される。翌宝亀2年（771年）左大舎人頭、宝亀8年（777年）大蔵卿を経て、宝亀11年（780年）正四位下・参議に叙任し公卿に列す。また、この間に美作守・下総守と地方官も兼任している。
桓武朝に入ると、議政官として大蔵卿のち弾正尹を兼ねる。延暦年間後半には高官に昇り、延暦12年（793年）従三位、延暦14年（795年）中納言、延暦15年（796年）大納言、延暦17年（798年）従二位・右大臣に至る。延暦16年（797年）の大納言・紀古佐美の薨去により太政官の首班を占め、同じく桓武天皇の従兄弟である大納言・壱志濃王とともに、天皇の近親として桓武朝後半の治世を支えた。またこの間、延暦16年（797年）に施行された『刪定令格』の編集にもあたっている。
延暦24年（805年）11月に壱志濃王が薨去、翌延暦25年（806年）3月に桓武天皇の崩御、神王自身も従兄弟の後を追うように、同年4月24日に薨去。享年70。最終官位は右大臣従二位。即日正二位の位階が追贈された。

## 人物
礼儀正しく慎み深い性格で、飾ることがなく、物事にも執着せずあっさりしていた。顕官に昇ったが、よく終わりを全うした。

## 官歴
※ 注のないものは『六国史』に基づく。
- 天平神護3年（767年） 1月19日[4]：従五位下
- 宝亀元年（770年） 11月6日：従四位下
- 宝亀2年（771年） 閏3月1日：左大舎人頭
- 宝亀5年（774年） 3月5日：美作守
- 宝亀7年（776年） 閏8月20日：下総守
- 宝亀8年（777年） 10月13日：大蔵卿
- 宝亀11年（780年） 3月16日[5]：正四位下・参議
- 延暦3年（784年） 4月2日：大蔵卿
- 延暦4年（785年） 5月20日：弾正尹
- 延暦5年（786年） 1月7日：正四位上、9月29日：大和国班田使長官
- 延暦8年（789年） 12月29日[6]：皇太后（高野新笠）御葬司
- 延暦9年（790年） 1月26日：一周忌御斎会司、3月10日：下総守、閏3月11日：皇后（藤原乙牟漏）御葬司
- 延暦12年（793年） 1月7日：従三位[2]
- 延暦13年（794年） 10月27日：中納言[2]
- 延暦15年（796年） 7月28日：大納言
- 延暦17年（798年） 8月16日：右大臣・従二位[2]
- 大同元年（806年） 4月24日：薨去（右大臣従二位）、贈正二位。12月6日[7]：賜度10人

## 系譜
- 父：榎井王[3]
- 母：不詳
- 妻：美弩摩内親王[8] - 光仁天皇の皇女
  - 王女：浄庭女王 - 伊勢斎宮
- 生母不詳の子女
  - 王子：舩木王（長井真人始祖）[9]